# Wäldchen nördlich Westerkappeln
Wäldchen nördlich Westerkappeln este o arie protejată (arie specială de conservare — SAC, sit de importanță comunitară — SCI) din Germania întinsă pe o suprafață de 35,21 ha, integral pe uscat.

## Localizare
Centrul sitului Wäldchen nördlich Westerkappeln este situat la coordonatele 52°22′20″N 7°52′03″E / 52.3722°N 7.8675°E.

## Înființare
Situl Wäldchen nördlich Westerkappeln a fost declarat sit de importanță comunitară în martie 2001 pentru a proteja 1 specie de animale. Situl a fost protejat și ca arie specială de conservare în decembrie 2003.

## Biodiversitate
Situată în ecoregiunea continentală, aria protejată conține 3 habitate naturale: Păduri de fag Luzulo-Fagetum, Păduri de fag Asperulo-Fagetum, Păduri acidofile de stejar bătrân cu Quercus robur pe câmpii nisipoase.
La baza desemnării sitului se află o specie protejată de  mamifere: liliac cu urechi mari (Myotis bechsteinii).
Pe lângă speciile protejate, pe teritoriul sitului au mai fost identificate 1 specie de plante.